# Hegymegi Máté
Hegymegi Máté (Nyíregyháza, 1989. október 18. –) Junior Prima-díjas magyar színművész, színházrendező, koreográfus, táncművész.

## Életpályája
1989-ben született. A gyermekkorát Nyíregyházán töltötte. Felsőfokú tanulmányai előtt 1999-től 10 évig a nyíregyházi Móricz Zsigmond Színház táncosa volt. 2009-2014 között a Színház- és Filmművészeti Egyetem színházrendező szakos hallgatója volt. 2014-től szabadúszóként dolgozik több színházban és produkcióban.

## Fontosabb munkái
- Georg Büchner: WOYZECK (rendező) - 2018/2019
- Alfred Jarry: ÜBÜ (rendező) - 2017/2018
- Günter Grass: BÁDOGDOB (rendező) - 2016/2017
- Bertolt Brecht: MOLIÉRE DON JUANJA (Don Alonso Donna Elvira bátyja) (mozgás) - 2016/2017
- William Shakespeare: AHOGY TETSZIK (Szereplő) (mozgás) - 2015/2016
- Gábor Sára: DON QUIJOTE VOLTAM (koreográfus, rendező) - 2015/2016
- Borbély Szilárd: OLASZLISZKA (mozgástervező) - 2015/2016
- KOHLHAAS (rendező, rendező, színpadra írta, színpadra írta) - 2015/2016
- Dosztojevszkij: BŰN ÉS BŰNHŐDÉS (Lebezjatnyikov, Mikolka, Házmester, Házmester, Mikolka, Lebezjatnyikov) - 2014/2015
- Fekete Ádám: CUKOR KREML (mozgás) - 2014/2015
- Federico García Lorca: VÉRNÁSZ (II. Favágó) - 2014/2015
- Bertolt Brecht: BAAL (művészeti konzultáns, művészeti konzultáns, művészeti konzultáns) - 2014/2015
- Ernst Theodor Amadeus Hoffmann: A HOMOKEMBER (mozgás, társrendező) - 2014/2015
- Michael Ende: MOMO (mozgás) - 2014/2015
- Sean O’Casey: AKEZDETVÉGE (mozgás) - 2014/2015
- Peter Weiss: M / S (mozgás) - 2014/2015
- Molière: AMPHITRYON (rendező) - 2014/2015
- LESELKEDŐK (koreográfus, koreográfus) - 2013/2014
- A MI UTCÁNK (Szereplő) - 2013/2014
- Móricz Zsigmond - Gyökössy Zsolt: PILLANGÓ (Mátyáska) - 2013/2014
- Nyikolaj Vasziljevics Gogol: A REVIZOR (mozgás) - 2013/2014
- Závada Péter: REFLEX (mozgás) - 2013/2014
- Brestyánszki B. R.: VÖRÖS (Szereplő, Szereplő) (mozgástervező, mozgástervező) - 2013/2014
- KÜSZÖB (rendező, koreográfus) - 2012/2013
- Szálinger Balázs: FEHÉRLÓFIA (koreográfus) - 2012/2013
- Zalán Tibor: RETTENTŐ GÖRÖG VITÉZ (mozgástervező) - 2012/2013
- Krasznahorkai László - Ágota Kristóf: KEGYELEM (Az orvos) - 2012/2013
- Erdős Virág: PIMPÁRÉ ÉS VAKVARJÚCSKA (koreográfus) - 2012/2013
- Arany János: TOLDI (Szereplő, Szereplő) - 2012/2013
- Fekete Ádám: PETTSON ÉS FINDUSZ (mozgás) - 2012/2013
- AMIT A HEGYEN HALLANI (Alkotó) - 2011/2012
- William Shakespeare: TROILUS ÉS CRESSIDA (Aeneas, trójai vezér, Nestor, görög vezér) - 2010/2011

## Díjai és kitüntetései
- Junior Príma díj (2018)